# Aeroportul Mandinga
Aeroportul Mandinga (IATA: COG, ICAO: SKCD) este un aeroport din Chocó⁠(d), Columbia ce deservește zona Condoto⁠(d). Aeroportul a fost tranzitat în 2022 de 7.503 pasageri.
Situat la o altitudine de 90 m, aeroportul dispune de o singură pistă.